# 신민주주의 (마오쩌둥 사상)
신민주주의(新民主主義)는 1940년부터 마오쩌둥이 창시한 중국 공산당의 정치 이념이다. 그는 구민주주의와 신민주주의를 구분했는데, 구민주주의 혁명은 부르주아들이 이끄는 보수적이고 낡은 혁명이며, 신민주주의는 프롤레타리아들이 이끄는 진정한 민주주의 혁명이라고 역설하였다. 현재 중화인민공화국의 공식 이념이기도 하다.

## 같이 보기
- 마오쩌둥 사상
- 마르크스주의
- 영구 혁명
- 평의회 민주주의